# Ochrotrichia ayaya
Ochrotrichia ayaya är en nattsländeart som beskrevs av Lazar Botosaneanu 1977. Ochrotrichia ayaya ingår i släktet Ochrotrichia och familjen smånattsländor. Inga underarter finns listade i Catalogue of Life.